# Фабрикант Світлана Самуїлівна
Світлана Самуїлівна Фабрикант ( •  16 червня 1967, Одеса;) — колишня народна депутатка України, ексзаступник голови Одеської ОДА.

## Освіта
1984 вступила до Одеського державного університету імені Мечникова, але так і не закінчила університету, через що є єдиним народним депутатом 7-го скликання від Партії регіонів без вищої освіти. У поданій до ЦВК біографії на виборах зазначила, що має лише загальну середню освіту.

## Трудова діяльність
1998 — 2009 — головний редактор Одеської телекомпанії «Ріак-інформ».
2009 — генеральний директор ТК «Моя Одеса».
2010 — кандидат на посаду Одеського міського голови.
2012-2014 — народний депутат України
2021-2022 — Перший заступник голови Одеської ОДА

## Політична діяльність
2009 р. — керівниця Одеської обласної організації партії «Сильна Україна».
На парламентських виборах 2012 р. була обрана народною депутаткою України за списком Партії регіонів.
Колись голова підкомітету з питань регулювання трудових відносин та зайнятості населення Комітету Верховної Ради України з питань соціальної політики та праці.

## Громадська діяльність
- Переможниця і дипломантка Міжнародних та Всеукраїнських телевізійних фестивалів і конкурсів («Золота ера», «Золота хвиля», «Україна Єдина», «Радонеж»)
- Організаторка благодійних марафонів по збору коштів на відродження історичних пам'яток міста
- Нагороджена почесними відзнаками міського голови «За внесок у розвиток Одеси»
- Член наглядової ради благодійної організації
- За труди на духовному поприщі відзначена орденами Української православної церкви Московського патріархату
- Очолювала ініціативну групу з порятунку членів екіпажу судна «Свята Софія», що втратив управління в Червоному морі. Моряки були доставлені додому.[7]